# Copa CEV de Voleibol Masculino de 2021–22
A Copa CEV de Voleibol Masculino de 2021–22 foi a 15.ª edição desta competição organizada pela Confederação Européia de Voleibol (CEV), sendo a segunda maior competição de clubes de voleibol masculino da Europa. O torneio teve início no dia 10 de novembro de 2021 e estendeu-se até o dia 23 de março de 2022. Ao total, 46 equipes participaram desta edição.
O italiano Volley Milano conquistou o primeiro título continental de sua história ao derrotar o francês Tours Volley-Ball por 3 sets a 0 nas duas partidas das finais.

## Formato de disputa
O torneio foi divido nas fases: trigésima-segundas de final, décima-sextas de final, oitavas de final, quartas de final, semifinais e finais.
Em todas as fases da competição, o sistema foi eliminatório, com jogos de ida e volta. Para uma vitória de 3–0 ou 3–1, a equipe vencedora recebeu 3 pontos, para uma vitória de 3–2, 2 pontos para a equipe vencedora e 1 ponto para a perdedora. Se após as duas partidas ambas as equipes marcassem o mesmo número de pontos, seria realizado o Golden set, disputado em 15 pontos com diferença de no mínimo 2 pontos entre as equipes.

## Equipes participantes
O sorteio dos confrontos foi realizado no dia 25 de junho de 2021 na cidade de Luxemburgo. A divisão das vagas na competição foi feita com base no ranking da CEV.
| Ranking | País                 | Número de equipes | Equipes                                                                         |
| ------- | -------------------- | ----------------- | ------------------------------------------------------------------------------- |
| 1       | Turquia              | 3                 | Galatasaray, Ankara, Arkas                                                      |
| 2       | Rússia               | 2                 | Kuzbass, Zenit Kazan                                                            |
| 3       | Itália               | 2                 | Volley Milano, Modena Volley                                                    |
| 4       | França               | 3                 | Chaumont Volley-Ball 52, Tours Volley-Ball, Montpellier                         |
| 5       | Chéquia              | 5                 | Dukla Liberec, České Budějovice, Lvi Praha, SKV Ústí Nad Labem, ČEZ Karlovarsko |
| 6       | Bélgica              | 2                 | Prefaxis Menen, Haasrode Leuven                                                 |
| 7       | Suíça                | 3                 | TSV Jona, Chênois Genève, Lindaren Volley Amriswil                              |
| 8       | Roménia              | 3                 | SCM Zalău, Dinamo București, Arcada Galați                                      |
| 10      | Países Baixos        | 3                 | Lycurgus, Sportvereniging Dynamo, Orion Doetinchem                              |
| 11      | Áustria              | 2                 | AICH/DOB, Holding Graz                                                          |
| 12      | Grécia               | 2                 | Foinikas Syros, Olympiacos CFP                                                  |
| 13      | Bulgária             | 1                 | Neftochimik Burgas                                                              |
| 14      | Finlândia            | 1                 | Sastamala Tampere                                                               |
| 15      | Alemanha             | 3                 | United Volleys Frankfurt, SWD Powervolleys Düren, SVG Lüneburg                  |
| 16      | Bielorrússia         | 1                 | Shakhtior Soligorsk                                                             |
| 18      | Bósnia e Herzegovina | 1                 | Mladost Brčko                                                                   |
| 19      | Polónia              | 1                 | PGE Skra Bełchatów                                                              |
| 20      | Croácia              | 1                 | Mladost Zagreb                                                                  |
| 21      | Montenegro           | 1                 | Budva Volley                                                                    |
| 23      | Estónia              | 1                 | Tartu Volleyball                                                                |
| 25      | Sérvia               | 1                 | Ribnica Kraljevo                                                                |
| 26      | Eslovênia            | 1                 | Calcit Kamnik                                                                   |
| 29      | Espanha              | 1                 | Guaguas Las Palmas                                                              |
| 32      | Eslováquia           | 1                 | Rieker UJS Komárno                                                              |
| 36      | Inglaterra           | 1                 | Polonia London                                                                  |

## Resultados

### Trigésima-segundas de final
| Equipe 1                 | Pontos | Equipe 2               | Jogo 1 | Jogo 2 | Golden Set | Relatórios |
| ------------------------ | ------ | ---------------------- | ------ | ------ | ---------- | ---------- |
| Budva Volley             | 1–5    | Haasrode Leuven        | 2–3    | 1–3    | –          | R1 R2      |
| Guaguas Las Palmas       | 6–0    | Calcit Kamnik          | 3–0    | 3–1    | –          | R1 R2      |
| Rieker UJS Komárno       | 0–6    | Arkas                  | 1–3    | 0–3    | –          | R1 R2      |
| Mladost Zagreb           | 6–0    | SKV Ústí Nad Labem     | 3–0    | 3–1    | –          | R1 R2      |
| Tartu Volleyball         | 0–6    | Zenit Kazan            | 1–3    | 0–3    | –          | R1 R2      |
| Polonia London           | 1–5    | Orion Doetinchem       | W.O    | 2–3    | –          | R1 R2      |
| Lindaren Volley Amriswil | 3–3    | Chênois Genève         | 3–1    | 0–3    | 10–15      | R1 R2      |
| Mladost Brčko            | 0–6    | PGE Skra Bełchatów     | 0–3    | 0–3    | –          | R1 R2      |
| Holding Graz             | 0–6    | Dinamo București       | 1–3    | 1–3    | –          | R1 R2      |
| Arcada Galați            | 4–2    | Lvi Praha              | 3–1    | 2–3    | –          | R1 R2      |
| Sportvereniging Dynamo   | 0–6    | Tours Volley-Ball      | 1–3    | 0–3    | –          | R1 R2      |
| Sastamala Tampere        | 0–6    | Modena Volley          | 0–3    | 0–3    | –          | R1 R2      |
| SVG Lüneburg             | 3–3    | Ribnica Kraljevo       | 3–0    | 1–3    | 10–15      | R1 R2      |
| Shakhtior Soligorsk      | 0–6    | SWD Powervolleys Düren | 0–3    | 0–3    | –          | R1 R2      |

### Décima-sextas de final
| Equipe 1               | Pontos | Equipe 2                 | Jogo 1 | Jogo 2 | Golden Set | Relatórios |
| ---------------------- | ------ | ------------------------ | ------ | ------ | ---------- | ---------- |
| Haasrode Leuven        | 3–3    | Foinikas Syros           | 3–0    | 1–3    | 15–13      | R1 R2      |
| Guaguas Las Palmas     | 6–0    | Prefaxis Menen           | 3–1    | 3–0    | –          | R1 R2      |
| Arkas                  | 2–4    | Ankara                   | 3–2    | 1–3    | –          | R1 R2      |
| Mladost Zagreb         | 0–6    | Volley Milano            | 1–3    | 1–3    | –          | R1 R2      |
| Zenit Kazan            | 6–0    | AICH/DOB                 | 3–0    | 3–0    | –          | R1 R2      |
| Orion Doetinchem       | 6–0    | TSV Jona                 | 3–0    | 3–1    | –          | R1 R2      |
| Montpellier            | 5–1    | Olympiacos CFP           | 3–0    | 3–2    | –          | R1 R2      |
| České Budějovice       | 1–5    | Kuzbass                  | 2–3    | 1–3    | –          | R1 R2      |
| Chênois Genève         | 1–5    | Neftochimik Burgas       | 2–3    | 1–3    | –          | R1 R2      |
| PGE Skra Bełchatów     | 6–0    | Dukla Liberec            | 3–0    | 3–1    | –          | R1 R2      |
| Dinamo București       | 2–4    | United Volleys Frankfurt | 2–3    | 2–3    | –          | R1 R2      |
| Arcada Galați          | 4–2    | Chaumont Volley-Ball 52  | 3–0    | 2–3    | –          | R1 R2      |
| Tours Volley-Ball      | 6–0    | Lycurgus                 | 3–1    | 3–0    | –          | R1 R2      |
| Modena Volley          | 6–0    | SCM Zalău                | 3–1    | 3–0    | –          | R1 R2      |
| Ribnica Kraljevo       | 0–6    | ČEZ Karlovarsko          | 1–3    | 1–3    | –          | R1 R2      |
| SWD Powervolleys Düren | 1–5    | Galatasaray              | 2–3    | 0–3    | –          | R1 R2      |

### Oitavas de final
| Equipe 1                 | Pontos | Equipe 2           | Jogo 1 | Jogo 2 | Golden Set | Relatórios |
| ------------------------ | ------ | ------------------ | ------ | ------ | ---------- | ---------- |
| Haasrode Leuven          | 0–6    | Guaguas Las Palmas | 0–3    | 0–3    | –          | R1 R2      |
| Ankara                   | 0–6    | Volley Milano      | 0–3    | 0–3    | –          | R1 R2      |
| Zenit Kazan              | 6–0    | Orion Doetinchem   | 3–0    | 3–0    | –          | R1 R2      |
| Neftochimik Burgas       | 1–5    | PGE Skra Bełchatów | 2–3    | 1–3    | –          | R1 R2      |
| United Volleys Frankfurt | 1–5    | Arcada Galați      | 0–3    | 2–3    | –          | R1 R2      |
| Tours Volley-Ball        | 4–2    | Modena Volley      | 3–1    | 2–3    | –          | R1 R2      |
| ČEZ Karlovarsko          | 6–0    | Galatasaray        | 3–0    | 3–1    | –          | R1 R2      |
| Montpellier              | 0–6    | Kuzbass            | W.O    | W.O    | –          | R1 R2      |

### Quartas de final
| Equipe 1           | Pontos | Equipe 2        | Jogo 1 | Jogo 2 | Golden Set | Relatórios |
| ------------------ | ------ | --------------- | ------ | ------ | ---------- | ---------- |
| Guaguas Las Palmas | 0–6    | Volley Milano   | 0–3    | 1–3    | –          | R1 R2      |
| Zenit Kazan        | 6–0    | Kuzbass         | 3–0    | 3–1    | –          | R1 R2      |
| PGE Skra Bełchatów | 5–1    | Arcada Galați   | 3–2    | 3–1    | –          | R1 R2      |
| Tours Volley-Ball  | 6–0    | ČEZ Karlovarsko | 3–0    | 3–1    | –          | R1 R2      |

### Semifinais
| Equipe 1           | Pontos | Equipe 2          | Jogo 1 | Jogo 2    | Golden Set | Relatórios |
| ------------------ | ------ | ----------------- | ------ | --------- | ---------- | ---------- |
| Volley Milano      | 0–3    | Zenit Kazan       | 1–3    | Cancelado | –          | R1 R2      |
| PGE Skra Bełchatów | 2–4    | Tours Volley-Ball | 3–2    | 1–3       | –          | R1 R2      |

Obs: Devido a invasão da Ucrânia pela Rússia, a CEV decidiu banir todos os clubes da Rússia e da Bielorrússia de suas competições. Logo, a equipe do Volley Milano garantiu vaga automática na final após a exclusão do Zenit Kazan.

### Final
Jogo de ida
| Data   | Hora  |               | Placar |                   | Set 1 | Set 2 | Set 3 | Set 4 | Set 5 | Total | Relatório |
| ------ | ----- | ------------- | ------ | ----------------- | ----- | ----- | ----- | ----- | ----- | ----- | --------- |
| 16 mar | 20:00 | Volley Milano | 3–0    | Tours Volley-Ball | 25–19 | 25–19 | 25–22 |       |       | 75–60 | Relatório |

Jodo de volta
| Data   | Hora  |                   | Placar |               | Set 1 | Set 2 | Set 3 | Set 4 | Set 5 | Total | Relatório |
| ------ | ----- | ----------------- | ------ | ------------- | ----- | ----- | ----- | ----- | ----- | ----- | --------- |
| 23 mar | 20:00 | Tours Volley-Ball | 0–3    | Volley Milano | 24–26 | 18–25 | 18–25 |       |       | 60–76 | Relatório |

## Classificação final
| Posição        | Equipe             |
| -------------- | ------------------ |
|                | Volley Milano      |
|                | Tours Volley-Ball  |
| Semifinalistas | PGE Skra Bełchatów |
| Semifinalistas | Zenit Kazan        |

## Premiação
| Copa CEV de 2021–22              |
| Itália                           |
| -------------------------------- |
| Volley Milano Campeão 1.º título |